# Waldheims Walzer
Waldheims Walzer ist ein österreichischer Dokumentarfilm aus dem Jahr 2018 von Ruth Beckermann. Vom Fachverband der Film- und Musikindustrie (FAMA) wurde die Produktion als österreichischer Kandidat für den besten fremdsprachigen Film bei der Oscarverleihung 2019 ausgewählt.

## Inhalt
In ihrem Dokumentarfilm über die Waldheim-Affäre um den damaligen Bundespräsidentschaftskandidaten und späteren Bundespräsidenten Kurt Waldheim verbindet Ruth Beckermann eigene Aufnahmen aus der Zeit rund um den Wahlkampf zur Bundespräsidentenwahl in Österreich 1986 mit internationalem Archivmaterial. 
Der Film dokumentiert, wie Lücken in Waldheims Biografie während des Zweiten Weltkrieges vom Jüdischen Weltkongress in New York City aufgedeckt wurden und wie dies anschließend in Österreich zu einem nationalen Schulterschluss, antisemitischen Ausschreitungen und seiner Wahl führte. Außerdem analysiert der Film den Zusammenbruch der Opferthese, zeigt Mechanismen der Mobilisierung hetzerischer Gefühle und befasst sich mit Wahrheit und Lüge in Politik und Gesellschaft sowie alternativen Fakten.

## Protagonisten (Auswahl)
- Kurt Waldheim[4]
- Elisabeth Waldheim
- Gerhard Waldheim
- Josef Aichholzer
- Josef Broukal
- John Bunzl
- Hubertus Czernin
- Hajo Funke
- Michael Graff
- Chaim Herzog
- Robert Hochner
- Georg Hoffmann-Ostenhof
- Rosa Jochmann
- Kuno Knöbl
- Helmut Kohl
- Gabriel Lansky
- Tom Lantos
- Silvio Lehmann
- Raimund Löw
- Alois Mock
- Rudolf Nagiller
- Hugo Portisch
- Doron Rabinovici
- Israel Singer
- Fred Sinowatz
- Elan Steinberg
- Peter Turrini

## Veröffentlichung
Die Premiere erfolgte im Februar 2018 im Rahmen der 68. Internationalen Filmfestspiele Berlin, wo der Film in die Sektion Forum eingeladen und mit dem Glashütte Original Dokumentarfilmpreis ausgezeichnet wurde.
In Österreich wurde der Film im März 2018 auf der Diagonale gezeigt. Der deutsche Kinostart erfolgte am 4. Oktober 2018, der österreichische am darauffolgenden Tag.
Im ORF wurde der Film am 17. Mai 2020 um 23:05 Uhr im Rahmen des Schwerpunktes 75 Jahre Ende Zweiter Weltkrieg erstmals ausgestrahlt.
2020 wurde der Film im Rahmen der Edition österreichischer Film von Hoanzl und dem Standard auf DVD veröffentlicht.

## Produktion und Hintergrund

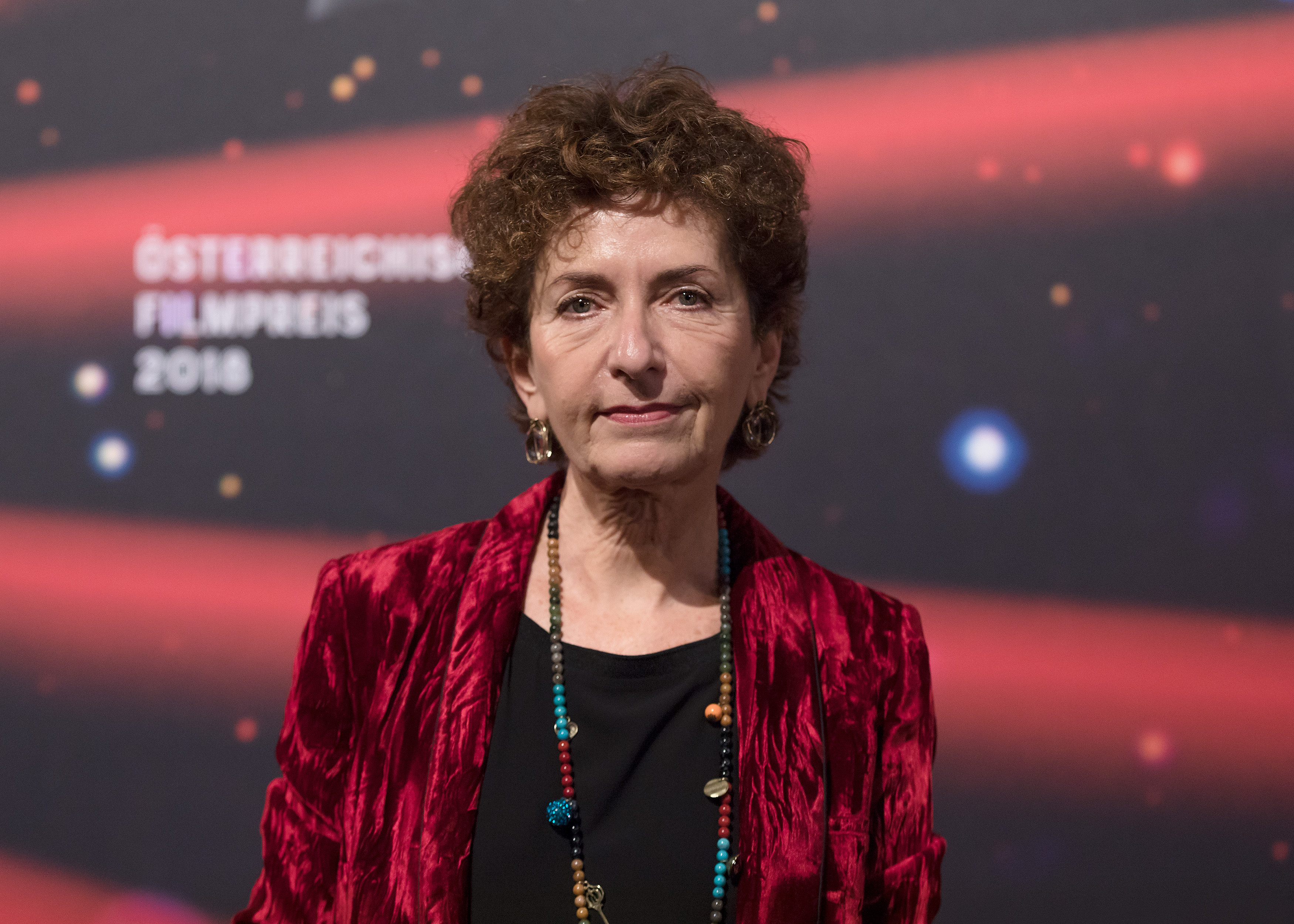
Ruth Beckermann (2018)

Beckermann hatte die ersten Bilder ihres Films bereits 2016 bei der Diagonale in Graz vorgestellt, damals wollte sie den Film noch Waldheim oder The Art of Forgetting nennen. Damals sagte sie: „Als Figur ist Waldheim ziemlich uninteressant […] Weder war er ein wirklicher Nazi, noch war er ein Kriegsverbrecher, mehr so ein Prototyp des feigen österreichischen Beamten.“
Unterstützt wurde der Film vom Österreichischen Filminstitut, dem Filmfonds Wien und Filmstandort Austria (FISA), beteiligt war der Österreichische Rundfunk. Produziert wurde der Film von der österreichischen Ruth Beckermann Film.

## Rezeption
Alexandra Seibel befand in der Tageszeitung Kurier, dass die Found-Footage-Dokumentation nicht nur brisant politisch sei, „sondern auch packend, pointiert und immens unterhaltsam.“ In der Montage würde Beckermann ihre historische Bestandsaufnahme für unsere Gegenwart und deren Rechtspopulismus aktualisieren. Den „emotionalen, beinahe schon melodramatischen Kern“ würde sein Sohn Gerhard Waldheim liefern, indem er in bislang nicht gesendetem Material von einer Befragung während eines US-Hearings mit gesenktem Haupt versucht, seinen Vater zu verteidigen.
Alan Posener urteilte in der Welt, dass der Film aktueller sei, als einem lieb sein kann. Bei den Aufnahmen von den öffentlichen Anhörungen des US-Kongresses in Washington würde „eine Lebenslüge sichtbar, die nicht deshalb weniger erbärmlich ist, weil sie fest geglaubt wird und bis heute fortwirkt.“ Außerdem schrieb er: „Aus dem Off reflektiert Beckermann das Verhältnis von Agieren und Dokumentieren. Genau diese Technik, die Bertolt Brecht wohl als Verfremdung bezeichnet hätte, macht die Stärke des Films in Zeiten von Fake News aus.“
Anne-Catherine Simon zitierte in der Tageszeitung Die Presse Peter Turrini, der im Film sagt: „Was hat die Frage für einen Sinn, ob wir im Jahre 1938 feige oder mutig gewesen wären, wo die Frage doch nur lauten kann, ob wir heute feige oder mutig sind?“.

## Auszeichnungen und Nominierungen
Berlinale 2018
- Auszeichnung mit dem Glashütte Original Dokumentarfilmpreis[5]

Deutscher Dokumentarfilmpreis 2018
- Nominierung[14]

Österreichischer Kandidat für den besten fremdsprachigen Film für die Oscarverleihung 2019
Österreichischer Filmpreis 2019
- Auszeichnung als Bester Dokumentarfilm

Diagonale 2019:
- Franz-Grabner-Preis in der Kategorie Kinodokumentarfilm[16][17]

Der Papierene Gustl 2018
- Bester Dokumentarfilm[18]